# Gamma1 Delphini
Título a ser usado para criar uma ligação interna é Gamma1 Delphini.
Gamma1 Delphini (12 Delphini) é uma estrela binária na direção da constelação de Delphinus. Possui uma ascensão reta de 20h 46m 38.87s e uma declinação de +16° 07′ 28.6″. Sua magnitude aparente é igual a 5.15. Considerando sua distância de 103 anos-luz em relação à Terra, sua magnitude absoluta é igual a 2.65. Pertence à classe espectral A2Ia+....